# 石川和之
石川 和之（いしかわ かずゆき、8月18日 - ）は、日本の男性声優。アミュレート所属。石川県出身。

## 略歴
勝田声優教室5期生。
以前は劇団ムーンライト、オフィス野沢、メディアフォース、ディーカラーに所属していた。
2024年8月1日、ディーカラーとアミュレートとの事業統合によりアミュレートへ移籍。

## 人物
趣味はダーツ、ウォーキング、読書、ビリヤード。

## 出演

### テレビアニメ
1997年
- 吸血姫美夕（警官C）
- バトルアスリーテス大運動会（テロリストC）

1998年
- 異次元の世界エルハザード
- 突撃!パッパラ隊（轟天）
- トライガン（エリック、悪党の手下D、荒くれ者A、男A、男E、ガンマンA、市民、車掌、手下A、フリス家の男）
- バブルガムクライシス TOKYO 2040（1998年 - 1999年、フォックス、ムラカミ 他）
- MASTERキートン（学生）
- 名探偵コナン（1998年 - 2001年、友人、監察医、男A）

1999年
- アレクサンダー戦記
- エクセル・サーガ（現場監督）
- 臣士魔法劇場 リスキー☆セフティ（男、けんちゃん）

2001年
- X（選手）
- 爆転シュート ベイブレード（おじさん、おじさんA、部下A、ガオウ、客A、監視員、記者B、アーロン） 2シリーズ

2003年
- 金色のガッシュベル!!（ボルボラ）

2004年
- それいけ!ズッコケ三人組（榊原）
- 鉄人28号（川原崎）
- 天上天下（五鬼、三年生C、部下B）
- 爆裂天使（子分2）
- ふたりはプリキュア（強盗）

2005年
- ケロロ軍曹（駐車場管理人）

2007年
- きらりん☆レボリューション（プロデューサー、老人）
- ムシウタ（局員C、特環局員）

2008年
- ARIA The ORIGINATION（管理人）
- 魍魎の匣（木下）

2009年
- キディ・ガーランド（長老）
- 銀魂（蜂B、浪士B、闇天丸）
- 東京マグニチュード8.0（陸上自衛官）
- ドラゴンボール改（管制官、ナメック人の戦士、ナメック星人、ナメック戦士）
- WHITE ALBUM（スーツの男）

2010年
- ダンス イン ザ ヴァンパイアバンド（政治家B）

2011年
- ラストエグザイル-銀翼のファム-（貴族A）

### OVA
- 機動戦士ガンダム 第08MS小隊（1996年、男F）
- バトルアスリーテス大運動会（1997年、男子生徒）
- まじかるマホ（1997年）
- MASTERキートン（1998年、レオンの手下、スワン郷の部下）
- ジョジョの奇妙な冒険 ADVENTURE（2000年 - 2002年、囚人A、パイロットB、僧侶、子供、死人）
- ストリートファイターZERO - THE ANIMATION -（2000年、バルログ、火引弾）
- こみっくパーティーRevolution（2003年、スーパー店長）
- ARIA The OVA 〜ARIETTA〜（2007年、カンパニーレ管理人）
- ドラゴンボール エピソード オブ バーダック（2011年、キャビラ）

### 劇場アニメ
- 平成狸合戦ぽんぽこ（1994年）
- ドラえもん のび太と銀河超特急（1996年、乗客A）
- 劇場版 天地無用! in LOVE2 遙かなる想い（1999年）
- アレクサンダー戦記（2000年）
- いばらの王 -King of Thorn-（2010年）
- 劇場版 銀魂 新訳紅桜篇（2010年）

### ゲーム
- 宇宙戦艦ヤマト 遥かなる星イスカンダル（1999年、ガミラス兵）
- 真・魔装機神 PANZER WARFARE（1999年、ヤドラ＝ゲオルゲ）
- さらば宇宙戦艦ヤマト 愛の戦士たち（2000年、ゴーランド兵士）
- ポポロクロイス物語II（2000年、マッター将軍）
- 宇宙戦艦ヤマト イスカンダルへの追憶（2004年、ガミラス兵士 他）
- 宇宙戦艦ヤマト 暗黒星団帝国の逆襲（2005年、宗像 - 空間騎兵隊員 他）
- 宇宙戦艦ヤマト 二重銀河の崩壊（2005年、宗像 - 空間騎兵隊員 他）
- AVキング ADULT VIDEO KING（2006年、おいちゃん）
- メルヘヴン 忘却のクラヴィーア（2006年、カペル・マイスター）
- 幕末恋華・花柳剣士伝（2007年、大久保一蔵）
- ワイルドアームズ クロスファイア（2007年、シャルトルーズ・バズ）
- ラストストーリー（2011年、解説者）
- エクストルーパーズ（2012年、焔兵長）

### ドラマCD
- 吸血姫美夕
- 死神姫の再婚

### BLCD
- キスは大事にさりげなく

### 吹き替え

#### 映画
- グエムル-漢江の怪物-
- ザ・チャンプ（チャンプ）
- センター・オブ・ジ・アース ワールド・エンド
- トンマッコルへようこそ
- ブルース・リー伝説（ダグラス）
- ムカデ人間（クランツ刑事）

#### ドラマ
- イ・サン（イ・ドンム）
- 風の国
- コールドケース5 #6
- 善徳女王（ソルチ）
- 千日の約束（チャンジュ）
- 太王四神記
- チャームド 〜魔女3姉妹〜6
- バーン・ノーティス 元スパイの逆襲
- 馬医
- HAWAII FIVE-0
- Life 真実へのパズル（ロバート）

### 映画
- 真・雀鬼 神出鬼没（1998年）

### ナレーション
- ビジュアルムー

### 舞台
- 闇に咲く花（牛木健太郎）
- ガジャボイ追想（2004年、ガジャボイ）
- 連鎖街のひとびと（2004年、市川新太郎）
- ら抜きの殺意（2005年、海老名）
- もやしの唄（2006年、泉恵五郎）
- 煙が目にしみる（2006年、野々村浩介）
- ウェディングドレスに乾杯!（2007年、蓮向井正男）
- はい、チーズ!（2007年、浅岡光太郎）

### シリーズ一覧
1. ↑  第1期（2001年）、第3期『Gレボリューション』（2003年）